# Сюлатуй
 Сюлатуй — деревня в Усть-Вымском районе Республики Коми в составе сельского поселения  Кожмудор. 

## География
Расположена на левом берегу Вычегды на расстоянии примерно 17 км по прямой от районного центра села Айкино на восток-юго-восток.  

## История
Деревня известна с 1784 года как починок, в 1859 году отмечалась как Керасская (Сюлатуй).

## Население
Постоянное население  составляло 89 человека (коми 91%) в 2002 году, 61 в 2010 .